# 安岳郡
安岳郡（アナクぐん）は朝鮮民主主義人民共和国黄海南道に属する郡。

## 地理
道の中北部に位置し、西の殷栗郡との境には名山とされる九月山がある。

## 行政区画
1邑・26里を管轄する。
| - 安岳邑（アナグプ） - 江山里（カンサンニ） - 境地里（キョンジリ） - 亀臥里（クワリ） - 屈山里（クルサンニ） - 金岡里（クムガンニ） - 南井里（ナムジョンニ） - 大楸里（テチュリ） - 徳成里（トクソンニ） - 路岩里（ロアムニ） - 龍山里（リョンサンニ） - 馬鳴里（マミョンニ） - 伏獅里（ポクサリ） - 鳳城里（ポンソンニ） | - 新村里（シンチョンニ） - 厳串里（オムゴンニ） - 燃燈里（ヨンドゥンニ） - 五局里（オグンニ） - 元龍里（ウォルリョンニ） - 月山里（ウォルサンニ） - 月精里（ウォルチョンニ） - 月池里（ウォルチリ） - 楡城里（ユソンニ） - 板六里（パルリュンニ） - 貝葉里（ペヨムニ） - 坪井里（ピョンジョンニ） - 漢月里（ハヌォルリ） |

## 歴史
日本統治時代は現在の銀泉郡の領域も含み、黄海道北部の大同江河口部に面した大きな郡であった。
貝塚にはじまり、高句麗や漢人の墳墓など古代の遺跡が多い。高句麗古墳群の一つで壁画古墳として有名な安岳3号墳も本郡にある。帯方郡を安岳に比定する説もある。
日本統治期には安岳事件の舞台となった。

### 年表
この節の出典
- 757年 - 楊岳郡が置かれた。
- 940年 - 安岳郡となる。
- 1018年 - 豊州に属した。
- 朝鮮王朝 - 安岳郡となり、黄海道に属した。
- 1895年 - 海州府安岳郡（二十三府制）
- 1914年4月1日 - 郡面併合により、黄海道信川郡の一部(魚蘆面・越川面の各一部)が安岳郡に編入、安岳郡の一部(大元面・青龍面・順豊面・龍淵面の各一部)が信川郡に編入。安岳郡に以下の面が成立。(9面)
  - 邑内面・大遠面・銀紅面・大杏面・龍順面・西河面・安谷面・龍門面・文山面
- 1918年 - 邑内面が安岳面に改称。(9面)
- 1938年10月1日 - 安岳面が安岳邑に昇格。(1邑8面)
- 1946年 - 安岳邑が安岳面に降格。(9面)
- 1952年12月 - 郡面里統廃合により、黄海道安岳郡安岳面・龍順面・大遠面・文山面、信川郡山川面・用珍面および蘆月面の一部地域をもって、安岳郡を設置。安岳郡に以下の邑・里が成立。(1邑27里)
  - 安岳邑・板六里・南井里・燃燈里・坪井里・亀臥里・大楸里・元龍里・厳串面・鳳城里・伏獅里・金岡里・新村里・楡城里・柳雪里・路岩里・五局里・馬鳴里・屈山里・徳成里・月山里・漢月里・江山里・龍山里・境地里・月池里・月精里・貝葉里
- 1954年10月 - 黄海道の分割により、黄海南道安岳郡となる。(1邑27里)
  - 亀臥里の一部が伏獅里に編入。
  - 金岡里の一部が黄海南道銀泉郡玫花里に編入。
  - 南井里の一部が坪井里に編入。
  - 大楸里の一部が屈山里に編入。
  - 路岩里の一部が漢月里に編入。
  - 徳成里が黄海南道載寧郡新換浦里との境界線を調整。
- 1974年5月 - 柳雪里が徳成里・五局里・路岩里に分割編入。(1邑26里)

## 観光
- 故国原王陵： （安岳3号古墳） 4世紀中葉の墳墓。高句麗の故国原王の古墳壁画。

## 施設
- 安岳鉄山